# Terapija smijehom
Terapija simjehom je vrsta psihološke terapije koja kroz uporabu smijeha pokušava proizvesti opuštanje osoba ili osoba kod grupne terapije. Ideja iza terapije smijehom jest da se koriste pozitivne fiziološke osobine koje su povezane sa smijehom: opuštanje mišića tijela i lica, opuštanje raznih hormona, povećanje unosa kisika. Primjerice pojedini terapeuti preporučuju smijeh od recimo u trajanju od 10 minuta pri tretiranju kroničnih bolesti. Od 1960-tih godina izvršena su razna ispitivanja o uspješnosti rabljena smijeha u smanjivanju krvnog tlaka, i pri tome pomaže u smanjivanju tegoba krvožilnog sustava.